# Ariassus
Ariassus (łac. Diœcesis Ariassensis) – stolica historycznej diecezji w Cesarstwie Rzymskim (prowincja Pamfilia), współcześnie w Turcji. Wzmianki o biskupach pochodzą z IV–V wieku (pierwszym wzmiankowanym biskupem był Pammenius). Od XX wieku katolickie biskupstwo tytularne, od 1968 wakujące.

## Biskupi tytularni
| Lp. | Biskup                                 | Od                   | Do                |
| --- | -------------------------------------- | -------------------- | ----------------- |
| 1   | Jules-Joseph Moury SMA                 | 7 listopada 1911     | 29 marca 1935     |
| 2   | Leoncio Fernández Galilea CMF          | 18 czerwca 1935      | 15 lutego 1957    |
| 3   | Jean Fryns CSSp.                       | 12 kwietnia 1957     | 10 listopada 1959 |
| 4   | Cesar Vielmo Guerra OSM                | 19 grudnia 1959      | 16 czerwca 1963   |
| 5   | Ignacio María de Orbegozo y Goicoechea | 29 października 1963 | 26 kwietnia 1968  |